# وورم سبرينغز
وورم سبرينغز (بالإنجليزية: Warm Springs)‏ هي بلدة سابقة في حوض تونوباه في مقاطعة ناي في ولاية نيفادا الأمريكية، بالقرب من ممر الجبل الذي يقسم سلسلتي كاويش و هوت كريك الجبليتين (في 38.19 شمالا و 116.37 غربا). وهي تقع عند تقاطع طريق الولايات المتحدة رقم 6 وطريق الولاية 375 (ويعرف باسم الطريق السريع خارج الأرض)، على بعد حوالي 50 ميلا شرق تونوباه. وبقي منها الآن مبنيان مهجوران فقط.